# K.u.k. Technisches Militärkomitee

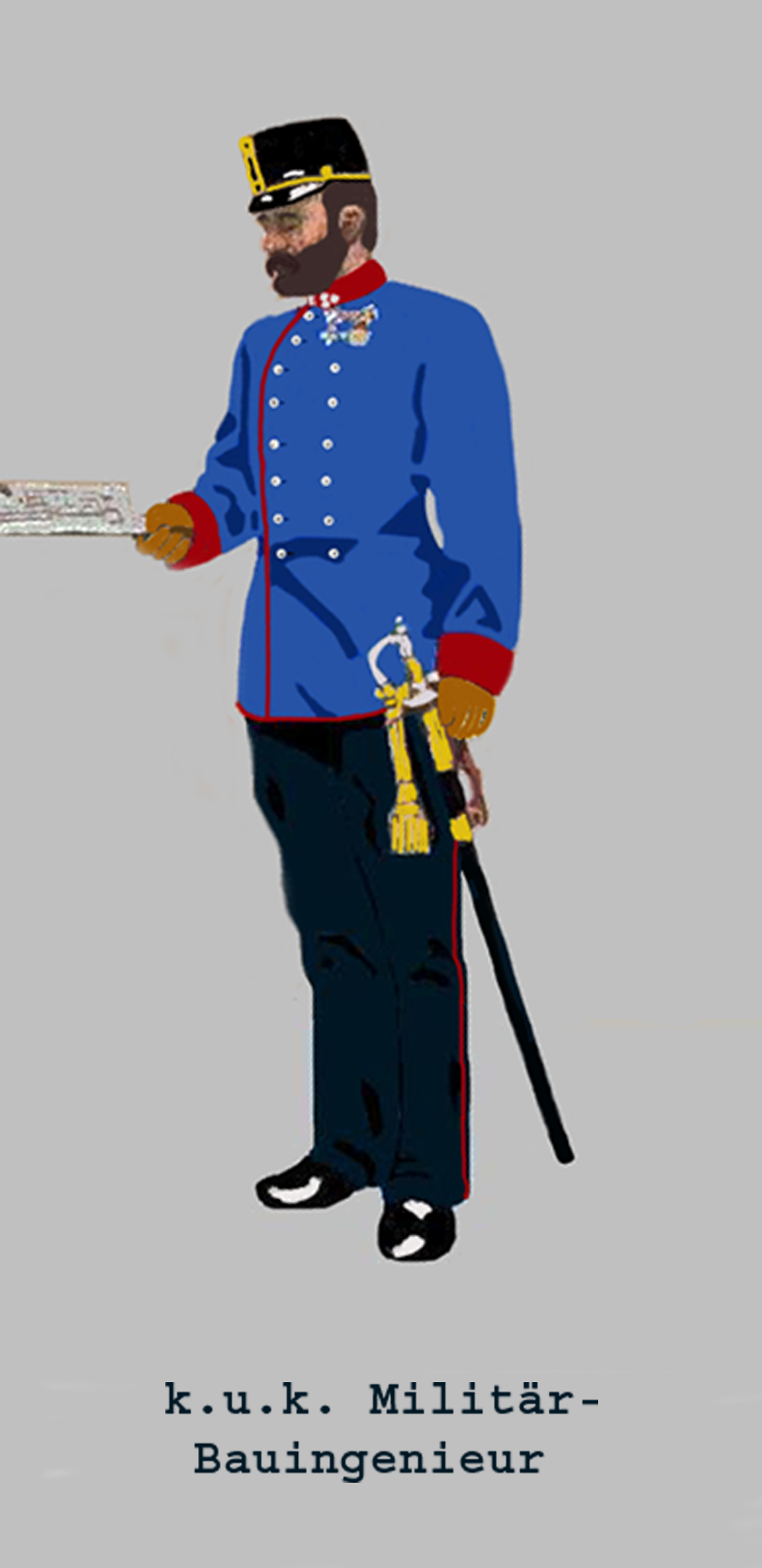
k.u.k. Militär-Bauingenieur

## Geschichte, Bestand
Das k.u.k. Technische Militärkomitee, zurückgehend bis 1717 und formell mit 1. November 1869 gegründet als k.k. technisches und administratives Militär-Komitee, der österreichisch-ungarischen Streitkräfte gehörte zu den Hilfsorganen des Reichskriegsministeriums. Es befand sich in Wien, VI. Bezirk, Getreidemarkt 9, im sog. Geniedirektionsgebäude.
Aufgabe des Komitees war die technische Entwicklung im Rahmen der militärischen Brauchbarkeit zu beobachten und zu verfolgen. Es hatte darüber hinaus dem Ministerium Gutachten und Anträge vorzulegen.
An der Spitze des Komitees stand ein General der Artillerie oder des Geniestabes. Er führte den Titel „Präsident“.
Im August 1914 war dies Feldmarschalleutnant Ferdinand Goglia (1855–1941). (Zwischen 1869 und 1918 gab es zwölf Präsidenten, begonnen mit Artur Maximilian von Bylandt-Rheidt, 1821–1891.)
Das Komitee war in vier Sektionen gegliedert:
- I. Sektion:  Artillerie (Sektionschef Oberst des Feldkanonenregiments 24 Johann Putsek)

1. Abteilung – Munitionswesen (Vorstand: Oberstleutnant des Geniestabes Hermann Brandl)
2. Abteilung – Theoretische Arbeiten und Versuche (Vorstand: Oberstleutnant Rudolf Edler von Portenschlag-Ledermayr)
3. Abteilung – Konstruktionswesen (Vorstand: Oberstleutnant des Artilleriestabes Karl Padiaur)
4. Abteilung – Ausrüstungs- und Zeugswesen (Vorstand: Major des Artilleriestabes August Graf Scapinelli von Leguigno)
- II. Sektion:  Genie-, Pionier- und Militärbauwesen (Sektionschef: Generalmajor Adolf Kutzlnigg)

1. Abteilung – Befestigung und Festungskrieg (Vorstand: Oberst des Geniestabes Adolf Janda)
2. Abteilung – nicht existent
3. Abteilung – Pionier- und Minenwesen (Vorstand: vakant)
4. Abteilung – Militär-Hochbau und Intendanzwesen (Vorstand: Oberstleutnant des Ingenieuroffizierskorps August Marussig)
- III. Sektion:  Statistik- und Intendanzwesen (Sektionschef: Oberst des Generalstabkorps Richard Ritter von Gruber)

1. Abteilung – Militärstatistik (Vorstand: Oberstleutnant des Armeestandes Albert Werth)
2. Abteilung – Intendanzwesen (Vorstand: Militär-Oberintendant 1. Klasse Eduard Alscher)
- IV. Sektion:  Technologiewesen – ein chemisches Laboratorium, eine Sammlung von physikalischen Instrumenten, eine mechanische Werkstätte und eine photographische Werkstätte. (Sektionschef: Oberst des Feldartillerieregiment Nr. 1 Phil. Leopold Austerlitz)
- Automobilwesen

Automobilversuchsabteilung: Wien VI. Bez. Gumpendorfer Straße 1 (Techn.Militärkomitee-Gebäude) Kommandant: Oberstleutnant Robert Wolf
Das Personal setzte sich aus Stabs- und Oberoffizieren des Generalstabskorps, der Artillerie, des Geniestabs, der Pioniere und anderer Truppen zusammen. Außerdem gehörten technische Beamte und Hilfsarbeiter als Oberwaffenmeister und Werkmeister im Feldwebelrang dazu.
Die technischen Beamten hatten keine Portepeeberechtigung. Sie trugen einen Waffenrock von lichtblauem Tuch mit kirschroter Samtegalisierung und zwei Reihen von gelben, glatten Knöpfen, dazu einen schwarzen Stulphut (Zweispitz) mit schwarzer Borte. Dazu den Degen in schwarzer Scheide.
Die Hilfsarbeiter-Unteroffiziere trugen bis 1908 die Uniform ihrer ursprünglichen Truppe. Danach wurden sie mit einem Stulphut mit Hahnenfederbusch, dunkelblauem Waffenrock mit kirschroten Passepoils und blaugrauen Pantalons mit Passepoils zur Parade ausgestattet. Zur Marschadjustierung trugen sie Kappe, Bluse, und Pantalons in Hechtgrau.